# Gilliesia graminea
Gilliesia graminea är en amaryllisväxtart som beskrevs av John Lindley. Gilliesia graminea ingår i släktet Gilliesia och familjen amaryllisväxter. Inga underarter finns listade i Catalogue of Life.